# Bernd Wehmeyer
Bernd Wehmeyer (Herford, 6 de junho de 1952) é um ex-futebolista profissional alemão que atuava como defensor.

## Carreira
Bernd Wehmeyer se profissionalizou no Arminia Bielefeld.

## Seleção
Bernd Wehmeyer integrou a Seleção Alemã-Ocidental de Futebol nos Jogos Olímpicos de Verão de 1984, em Los Angeles.